# Supercoppa italiana 2022 (hockey su pista)
La Supercoppa italiana 2022 è stata la 17ª edizione dell'omonima competizione di hockey su pista. La manifestazione ha avuto luogo dal 3 al 10 settembre 2022.
Il trofeo è stato conquistato dal Trissino per la prima volta nella sua storia .

## Squadre partecipanti
| Club     | Qualificazione               | Partecipazioni precedenti (il grassetto indica la vittoria) |
| -------- | ---------------------------- | ----------------------------------------------------------- |
| Trissino | Vincitore della Serie A1     | Esordiente                                                  |
| Sarzana  | Vincitore della Coppa Italia | Esordiente                                                  |

## Risultati
| Squadra 1 | Totale | Squadra 2 | Andata | Ritorno |
| --------- | ------ | --------- | ------ | ------- |
| Sarzana   | 7 - 17 | Trissino  | 2 – 7  | 5 - 10  |

### Partita di andata
| Arbitri: | Alfonso Rago (Giovinazzo) Joseph Silecchia (Giovinazzo) |

|                            |           |                                                                                        |
| Garcia 13'21" Festa 31'09" | Marcatori | 5'59" Galbas 9'15" 20'11" Méndez 21'30" 41'18" Malagoli 22'59" Gavioli 45'56" Ipiñazar |

| Sarzana           |    |                        |
|                   |    |                        |
| P                 | 10 | Simone Corona          |
| E                 | 8  | Jeronimo Garcia Bielsa |
| E                 | 10 | Davide Borsi           |
| E                 | 55 | Bruno Alonso           |
| E                 | 78 | Facundo Ortiz          |
| E                 | 5  | Mattia Rispogliati     |
| E                 | 7  | Sergio Festa           |
| E                 | 46 | Andrea Perroni         |
| P                 | 58 | Alessio Bianchi        |
| E                 | 88 | Francesco De Rinaldis  |
| Allenatore:       |    |                        |
| Paolo De Rinaldis |    |                        |

| Trissino              |    |                    |
|                       |    |                    |
| P                     | 1  | Stefano Zampoli    |
| E                     | 6  | Andrea Malagoli    |
| E                     | 17 | João Pinto         |
| E                     | 55 | Joan Galbas Pedrol |
| E                     | 87 | Francisco Ipiñazar |
| E                     | 0  | Edoardo Langaro    |
| E                     | 7  | Giulio Cocco       |
| P                     | 10 | Giovanni Bovo      |
| E                     | 11 | Filippo Schiavo    |
| E                     | 66 | Jordi Méndez       |
| E                     | 71 | Davide Gavioli     |
| Allenatore:           |    |                    |
| Alessandro Bertolucci |    |                    |

### Partita di ritorno
| Arbitri: | Andrea Davoli (Modena) Marco Rondina (Vercelli) |

| |           |                                                        |
| Cocco 4'17" 5'31" 48'43" Méndez 8'57" 26'39" 35'01" 36'07" Malagoli 11'00" Gavioli 19'56" Pinto 31'38" | Marcatori | 19'39" 23'15" 48'18" Festa 28'37" Perroni 30'42" Ortiz |

| Trissino              |    |                    |
|                       |    |                    |
| P                     | 1  | Stefano Zampoli    |
| E                     | 7  | Giulio Cocco       |
| E                     | 55 | Joan Galbas Pedrol |
| E                     | 66 | Jordi Méndez       |
| E                     | 87 | Francisco Ipiñazar |
| E                     | 6  | Andrea Malagoli    |
| P                     | 10 | Giovanni Bovo      |
| E                     | 11 | Filippo Schiavo    |
| E                     | 17 | João Pinto         |
| E                     | 71 | Davide Gavioli     |
| Allenatore:           |    |                    |
| Alessandro Bertolucci |    |                    |

| Sarzana           |    |                        |
|                   |    |                        |
| P                 | 10 | Simone Corona          |
| E                 | 8  | Jeronimo Garcia Bielsa |
| E                 | 10 | Davide Borsi           |
| E                 | 78 | Facundo Ortiz          |
| E                 | 88 | Francesco De Rinaldis  |
| E                 | 5  | Mattia Rispogliati     |
| E                 | 7  | Sergio Festa           |
| E                 | 46 | Andrea Perroni         |
| E                 | 55 | Bruno Alonso           |
| P                 | 58 | Alessio Bianchi        |
| Allenatore:       |    |                        |
| Paolo De Rinaldis |    |                        |